# 喜山雅之
喜山 雅之（きやま まさゆき、1979年2月13日 - ）は、日本の男性声優。以前は劇団アルターエゴに所属していた。

## 出演作品

### テレビアニメ
- トランスフォーマー カーロボット（遺跡からの声、プラズマ、ブレイブマキシマス）
- ビックリマン2000（効能鳥皇子）
- メダロット（ヴィクトル、ロボロボ団員、ゴーベンケー）